# کانادای آتلانتیک

چهار استان آتلانتیک کانادا.

آتلانتیک کانادا (به انگلیسی: Atlantic Canada) ناحیه‌ای از کانادا است که متشکل از چهار استان سواحل اقیانوس اطلس می‌باشد. این استان‌ها عبارتند از: نیو برانزویگ، نیوفوندلند و لابرادور، نووا اسکوشیا و جزیره‌ی پرنس ادوارد. جمعیت استان‌های کانادای آتلانتیک در سرشماری سال ۲۰۱6، ۲،۳33،332 نفر بوده است.